# 蒙巂诏
蒙巂诏（？～730年），唐朝前期云南的一个部落，六诏之一。在今云南巍山县北及漾濞彝族自治县地，中偏南。唐朝设置阳瓜州，以蒙巂诏王世袭阳瓜州刺史。其王雟輔首死，无子，弟佉阳照继位；佉阳照死后由儿子照原继位；照原在位年期不明，大约处于唐玄宗时期。照原后来失明，当时其子原罗在南诏当人质，南诏王归义（皮逻阁）欲吞并蒙雟诏，把原罗放还蒙雟诏，国人立原罗为王。数月后，南诏指使人杀死照原，驱逐原罗，吞并了蒙雟诏。

## 诏（首领）
| 姓名   |
| ------ |
| 雟辅首 |
| 佉阳照 |
| 照原   |
| 原罗   |

## 延伸阅读
[在维基数据编辑]
 《新唐書/卷222中》，出自《新唐書》